# Awniugskij
Awniugskij (ros. Авнюгский) – osiedle w Rosji, w obwodzie archangielskim, w rejonie wierchnietojemskim. W 2010 liczyło 1183 mieszkańców.